# 北海道道43号大沼公園鹿部線
北海道道43号大沼公園鹿部線（ほっかいどうどう43ごう おおぬまこうえんしかべせん）は、北海道亀田郡七飯町から茅部郡鹿部町に至る主要道道（道道）である。森町を経由する支線が存在する。

## 概要

### 路線データ
- 起点：北海道亀田郡七飯町字西大沼（国道5号交点）
- 終点：北海道茅部郡鹿部町字宮浜（国道278号交点）
- 総延長：33.956 km[1]
- 実延長：30.363 km[1]
- 重用延長：2.849 km[1]
- 未供用延長：0.744 km[1]

#### 支線
- 支線起点：北海道亀田郡七飯町字西大沼（国道5号重複・本線交点）
- 支線終点：北海道亀田郡七飯町字大沼町（本線交点）
- 支線延長：9.3 km[要出典]

## 歴史
- 1957年（昭和32年）7月25日 - 186号として路線認定[2]。
- 1993年（平成5年）5月11日 - 建設省から、道道大沼公園鹿部線が大沼公園鹿部線として主要地方道に指定される[3]。
- 1994年（平成6年）10月1日 - 路線番号変更[4]。
- 2016年（平成28年）8月31日 - 台風10号による折戸川増水の影響により、鹿部町字駒見で道路崩落の被害を受ける[5]。
- 2017年（平成29年）4月1日 - 鹿部町内の旧国道278号6.842 kmを編入[6]。

## 路線状況

### 重複区間
- 七飯町字西大沼 - 七飯町字大沼町（北海道道338号大沼公園線）
- 七飯町字大沼町（北海道道338号大沼公園線）

#### 支線重複区間
- 七飯町字西大沼 - 森町赤井川（国道5号）
- 森町赤井川 - 七飯町字大沼町（北海道道338号大沼公園線）

### 道路施設

#### 主な橋梁
- 月見橋（34 m、大沼、七飯町） - 大沼と小沼の水路
- 大沼跨線橋（34 m、函館本線、七飯町）
- 折戸川橋（34 m、折戸川、鹿部町字本別）
- 赤井川跨線橋（21 m、函館本線、森町）
- 新赤井川橋（43 m、赤井川、森町）

## 地理
大沼国定公園の区域内を通る。

### 通過する自治体
- 渡島総合振興局
  - 亀田郡七飯町
  - 茅部郡鹿部町

※七飯町字東大沼付近で一度鹿部町を通過する。

#### 支線
- 渡島総合振興局
  - 亀田郡七飯町
  - 茅部郡森町

### 交差する道路
七飯町
- 国道5号 - 西大沼（起点）
- 北海道道338号大沼公園線 - 大沼町

鹿部町
- 国道278号 鹿部道路 - 宮浜
- 国道278号 - 宮浜（終点）

#### 支線
森町

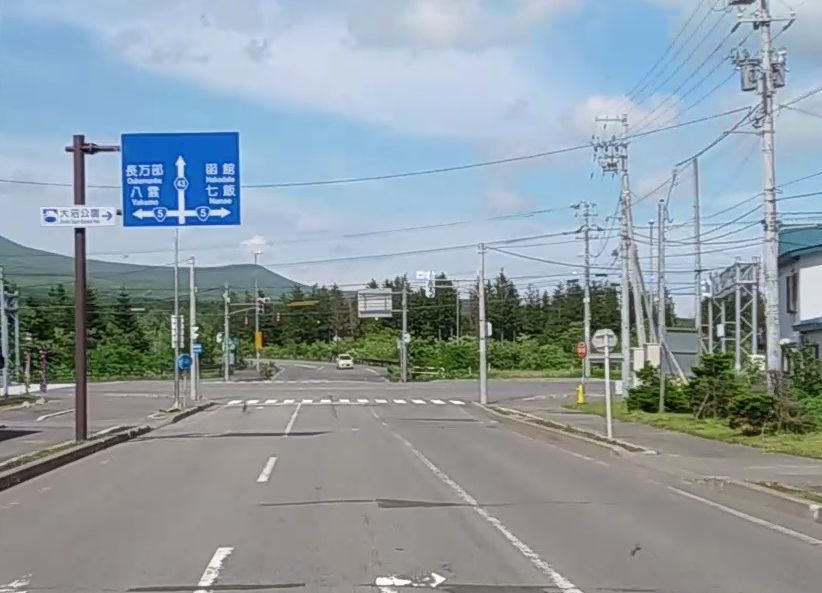
北海道道43号大沼公園鹿部線・支線及び国道5号・北海道道149号大沼公園インター線交点（北海道道149号大沼公園インター線側から）

- 北海道道149号大沼公園インター線 - 赤井川【北緯42度0分25.8秒 東経140度37分54.2秒 / 北緯42.007167度 東経140.631722度】
- 国道5号 - 赤井川
- 北海道道338号大沼公園線 - 赤井川【北緯42度0分4.6秒 東経140度40分18.5秒 / 北緯42.001278度 東経140.671806度】

### 沿線にある施設など
七飯町
- 函館大沼プリンスホテル
- 函館大沼プリンスゴルフコース
- 北海道カントリークラブ大沼コース
- 温泉旅館山水
- 西大沼温泉
- JR北海道 函館本線 大沼公園駅
- 大沼郵便局
- 七飯町立大沼小学校
- 七飯町役場大沼出張所
- JR北海道 函館本線 大沼駅
- 軍川簡易郵便局
- 東大沼多目的グラウンド
- 七飯町立東大沼小学校
- 東大沼温泉

鹿部町
- 大沼国際カントリークラブ
- 鹿部飛行場
- 鹿部町役場
- 鹿部郵便局
- 道の駅しかべ間歇泉公園